# Obispos (paroisse civile)
Pour les articles homonymes, voir Obispos.
Obispos est l'une des quatre paroisses civiles de la municipalité d'Obispos dans l'État de Barinas au Venezuela. Sa capitale est Obispos, chef-lieu de la municipalité. En 2018, sa population s'élève à 17 994 habitants.

## Géographie

### Démographie
Hormis sa capitale Obispos, également chef-lieu de la municipalité, la paroisse civile possède plusieurs localités, dont :
- Armadillo
- Banco Arañero
- Borburata
  - Borburata Sur
- Campo Allegre
- Colonia Caimital
- Colonia Paraparo
- Costa de Caipe
- Costa de Masparro del Medio
- El Jobal
- Guanabanal
- Jobalito
- La Manguera
- La Morita
- La Trinidad
- Masparro Cambur
- Morrocoy
- Obispos
- Sabana de Obispos
- San Antonio
- San Nicolás
- Santa Cruz
- Santa Teresita
- Veguitas
- Zanjón de Antonio
  - Zanjón de Antonio Este
  - Zanjón de Antonio Norte